# 広尾町国民健康保険病院
広尾町国民健康保険病院(ひろおちょうこくみんけんこうほけんびょういん)は北海道広尾郡広尾町にある医療機関である。

## 診療科
出典
- 内科
- 整形外科
- 皮膚科
- 脳神経外科
- 精神科
- リハビリテーション科
- 消化器内科
- 循環器内科
- 耳鼻咽喉科

## 交通
出典
- 十勝バス鉄道記念館前停より西方へ徒歩6分